# Agra Canal
Agra Canal är en kanal i Indien. Den ligger i den norra delen av landet, 60 km söder om huvudstaden New Delhi.